# Eredivisie de 2008–09
A Eredivisie de 2008–09 foi a 53ª edição do Campeonato Holandês de Futebol.

## Promovidos e Rebaixados
| Pos. | Rebaixados da Eredivisie 2007–08 |
| ---- | -------------------------------- |
| 17º  | VVV-Venlo                        |
| 18º  | Excelsior                        |

| Pos. | Promovidos da Eerste Divisie |
| ---- | ---------------------------- |
| 1º   | Volendam                     |
| 6º   | ADO Den Haag                 |

## Regulamento
A Eredivisie será disputada por 18 clubes em 2 turnos. Em cada turno, todos os times jogam entre si uma única vez. Os jogos do segundo turno serão realizados na mesma ordem no primeiro, apenas com o mando de campo invertido. Não há campeões por turnos, sendo declarado campeão holandês o time que obtiver o maior número de pontos após as 34 rodadas.

### Critérios de desempate
Caso haja empate de pontos entre dois clubes, os critérios de desempates serão aplicados na seguinte ordem:
1. Número de vitórias
2. Saldo de gols
3. Gols marcados
4. Confronto direto
5. Número de cartoes vermelhos
6. Número de cartoes amarelos

### Playoffs

#### Liga Europa da UEFA
Os clubes que ficaram entre a quinta e a oitava posição disputarão duas fases de playoffs. Esses playoffs são realizados na série "melhor de 3 partidas", sendo que os mais bem colocados vão dispútar o segundo jogo (e o terceiro, caso haja) em casa. o vencedor dos playoffs disputarão a Liga Europa da UEFA na temporada 2009-10.

#### Promoção/Rebaixamento
O penúltimo e o antepenúltimo colocado do campeonato vai disputar junto com os outros dez clubes da Eerste Divisie (a Segunda Divisão Holandesa) disputarão três fases de playoffs. Sendo que no caso dos que disputam a primeira divisão vão disputar a partir da segunda fase.
Na primeira fase, onde disputam apenas quatro clubes da segunda divisão (duas em cada chave), são disputados apenas confrontos de ida e volta (com o gol fora como desempate). Nas duas últimas fases, são realizados na série "melhor de 3 partidas".
Na última fase, restam 4 clubes. Os vencedores de cada partida disputam a primeira divisão na temporada 2009-10, enquanto os eliminados vão disputar a segunda divisão na mesma temporada.

## Classificação
| Pos | Equipes          | Pts | J  | V  | E  | D  | GM | GS | SG  | Classificação ou rebaixamento                                              |
| --- | ---------------- | --- | -- | -- | -- | -- | -- | -- | --- | -------------------------------------------------------------------------- |
| 1   | AZ Alkmaar       | 80  | 34 | 25 | 5  | 4  | 66 | 22 | +44 | Fase de Grupos da Liga dos Campeões da UEFA de 2009–10                     |
| 2   | Twente           | 69  | 34 | 20 | 9  | 5  | 62 | 31 | +31 | Terceira pré-eliminatória da Liga dos Campeões da UEFA de 2009–10          |
| 3   | Ajax             | 68  | 34 | 21 | 5  | 8  | 74 | 41 | +33 | Play-off da Liga Europa da UEFA de 2009–10                                 |
| 4   | PSV Eindhoven    | 65  | 34 | 19 | 8  | 7  | 71 | 33 | +38 | Terceira pré-eliminatória da Liga Europa da UEFA de 2009–10                |
| 5   | Heerenveen       | 60  | 34 | 17 | 9  | 8  | 66 | 57 | +9  | Play-off da Liga Europa da UEFA de 2009–10                                 |
| 6   | Groningen        | 56  | 34 | 17 | 5  | 12 | 53 | 36 | +17 | Play-off para a Segunda pré-eliminatória da Liga Europa da UEFA de 2009–10 |
| 7   | Feyenoord        | 45  | 34 | 12 | 9  | 13 | 54 | 46 | +8  | Play-off para a Segunda pré-eliminatória da Liga Europa da UEFA de 2009–10 |
| 8   | NAC Breda        | 45  | 34 | 13 | 6  | 15 | 44 | 54 | −10 | Play-off para a Segunda pré-eliminatória da Liga Europa da UEFA de 2009–10 |
| 9   | Utrecht          | 44  | 34 | 11 | 11 | 12 | 41 | 44 | −3  | Play-off para a Segunda pré-eliminatória da Liga Europa da UEFA de 2009–10 |
| 10  | Vitesse          | 43  | 34 | 11 | 10 | 13 | 41 | 48 | −7  |                                                                            |
| 11  | NEC Nijmegen     | 42  | 34 | 9  | 15 | 10 | 41 | 40 | +1  |                                                                            |
| 12  | Willem II        | 37  | 34 | 10 | 7  | 17 | 35 | 58 | −23 |                                                                            |
| 13  | Sparta Rotterdam | 35  | 34 | 9  | 8  | 17 | 46 | 66 | −20 |                                                                            |
| 14  | ADO Den Haag     | 32  | 34 | 8  | 8  | 18 | 41 | 58 | −17 |                                                                            |
| 15  | Heracles Almelo  | 32  | 34 | 7  | 11 | 16 | 35 | 53 | −18 |                                                                            |
| 16  | Roda JC          | 30  | 34 | 7  | 9  | 18 | 38 | 58 | −20 | Play-off de Rebaixamento                                                   |
| 17  | De Graafschap    | 30  | 34 | 7  | 9  | 18 | 24 | 58 | −34 | Play-off de Rebaixamento                                                   |
| 18  | Volendam         | 29  | 34 | 7  | 8  | 19 | 38 | 67 | −29 | Zona de rebaixamento à Eerste Divisie                                      |

## Estatísticas
| Pos. | Jogador            | Equipe        | Gols |
| ---- | ------------------ | ------------- | ---- |
| 1    | Mounir El Hamdaoui | AZ Alkmaar    | 23   |
| 2    | Luis Suárez        | Ajax          | 22   |
| 3    | Marcus Berg        | Groningen     | 17   |
| 4    | Roy Makaay         | Feyenoord     | 16   |
| 4    | Danijel Pranjić    | Heerenveen    | 16   |
| 4    | Blaise N'Kufo      | Twente        | 16   |
| 7    | Frank Demouge      | Willem II     | 14   |
| 8    | Ibrahim Afellay    | PSV Eindhoven | 13   |
| 9    | Matthew Amoah      | NAC Breda     | 12   |
| 9    | Marko Arnautović   | Twente        | 12   |

| Pos. | Jogador                  | Equipe        | Assists. |
| ---- | ------------------------ | ------------- | -------- |
| 1    | Luis Suárez              | Ajax          | 14       |
| 2    | Roy Beerens              | Heerenveen    | 10       |
| 2    | Richard Knopper          | ADO Den Haag  | 10       |
| 4    | Balázs Dzsudzsák         | PSV Eindhoven | 9        |
| 4    | Maarten Martens          | AZ Alkmaar    | 9        |
| 4    | Kenneth Pérez            | Twente        | 9        |
| 4    | Demy de Zeeuw            | AZ Alkmaar    | 9        |
| 8    | Giovanni van Bronckhorst | Feyenoord     | 8        |
| 8    | Christian Grindheim      | Heerenveen    | 8        |
| 8    | Mounir El Hamdaoui       | AZ Alkmaar    | 8        |
| 8    | Danijel Pranjić          | Heerenveen    | 8        |